# Abu-l-Abbas-al-Mursi-Moschee

Eingang der Moschee

Die Abu-l-Abbas-al-Mursi-Moschee (arabisch جامع أبو العباس المرسي, DMG Ǧāmiʿ Abū l-ʿAbbās al-Mursī) ist eine Moschee in Alexandria, in der sich die Grabstätte von Abu l-ʿAbbas al-Mursi (* 1219 in Murcia; † 1286 in Alexandria) befindet. Das Gebäude wurde nach Entwürfen der italienischen Architekten Eugenio Valzania und Mario Rossi von 1929 bis 1945 erbaut.
Die ursprüngliche Moschee ließ im Jahr 1306, ca. 18 Jahre nach dem Tod al-Mursis, ein reicher Kaufmann Alexandrias neben dem Grabmal al-Mursis errichten. Das Ministerium für Religiöse Stiftungen beschloss 1927, die alte Moschee abzureißen und eine neue errichten zu lassen.